# Base aerea di Büchel
La base aerea di Büchel (in tedesco: Fliegerhorst Büchel) è un'infrastruttura militare tedesca, situata vicino a Büchel, comune del circondario di Cochem-Zell nel land della Renania-Palatinato. Nella base ha sede il Taktisches Luftwaffengeschwader 33 dell'aeronautica militare tedesca, a sua volta parte del Luftwaffentruppenkommando.
Dal 2004 la base aerea è considerata l'unico luogo in Germania in cui sono immagazzinate armi nucleari, di proprietà delle forze armate statunitensi, in seguito al ritiro nel 2005 delle armi nucleari statunitensi immagazzinate nella base aerea americana di Ramstein. Tramite il sistema d'arma del Panavia Tornado, lo stormo dell'aeronautica tedesca fornisce da trasporto per l'impiego di bombe nucleari a caduta libera del tipo B61 nell'ambito della partecipazione nucleare della NATO.

## Storia
Sul sito dell'attuale base aerea, precisamente a Lutzerather Eck, negli ultimi mesi della seconda guerra mondiale si trovavano due postazioni di lancio per i missili da crociera V1, Fst 4 e 5.
I lavori alla base aerea di Büchel, originariamente progettata vicino a Münstermaifeld, iniziarono tra il 1954 e il 1955 quando le forze di occupazione francesi costruirono l'aerodromo militare e lo posero sotto il controllo del 1º comando aereo francese, ma senza occuparlo.
Nell’autunno del 1954, la conferenza delle nove potenze di Londra decise che il governo della Repubblica Federale era “l’unico governo tedesco” autorizzato a “parlare a nome della Germania come rappresentante del popolo tedesco negli affari internazionali” permettendo alla Repubblica Federale di aderire al Trattato di Bruxelles (UEO) e alla NATO. Dalla conferenza gli Stati Uniti, la Gran Bretagna e il Canada assicurarono che le loro truppe sarebbero rimaste nel continente europeo. Con gli Accordi di Parigi del 5 maggio 1955, la Repubblica Federale ottenne la sua sovranità parziale e fu inclusa nel sistema di sicurezza dell'Unione dell'Europa Occidentale. Entrò ufficialmente nella NATO il 9 maggio 1955.
Poco dopo il completamento dell'aerodromo, il 6 giugno 1955 l'esercito francese lo consegnò all'Ufficio federale del demanio. Il 13 agosto 1955 il sito fu ceduto all'amministrazione della Bundeswehr e due giorni dopo, il 15 agosto, si trasferirono nel sito di Büchel i primi 250 soldati tedeschi. Dal febbraio 1957 furono eseguiti intensi lavori sulle infrastrutture per il trasferimento della Waffenschule der Luftwaffe 30.
Il 12 luglio 1957 i primi 140 soldati della 30ª scuola di volo della Luftwaffe si trasferirono a Büchel. Il 6 agosto 1957 arrivarono le restanti parti del gruppo di rifornimento dell'aeronautica. Gli aerei della Waffenschule 30 furono trasferiti gradualmente a partire dall'ottobre 1957. Alla fine di ottobre c'erano 72 F-84F, tre T-33 e due T-6 alla base aerea di Büchel. La scuola chiuse i battenti il 30 giugno 1958.

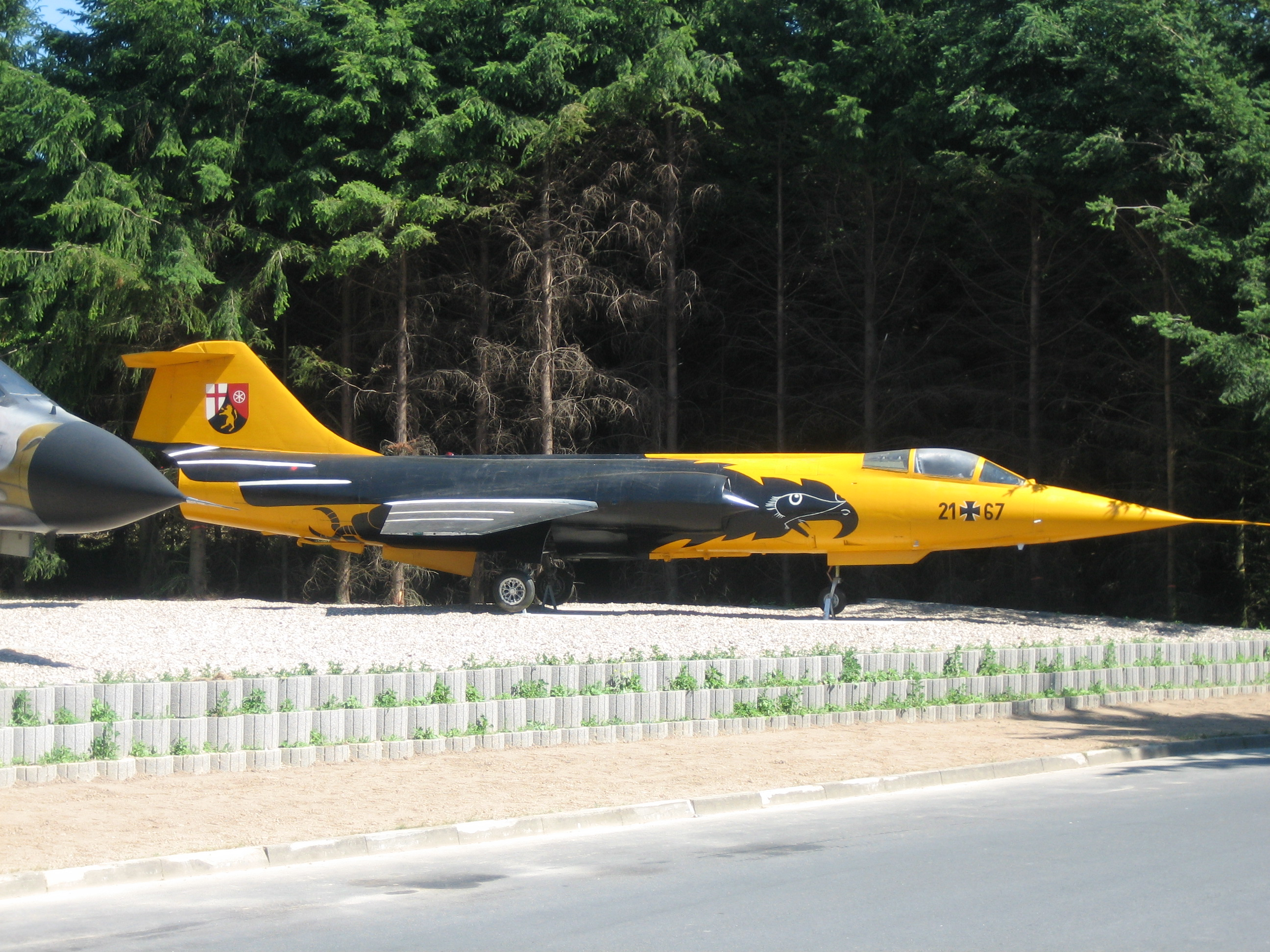
L'F-104 Starfighter, munito di livrea speciale, posto davanti al cancello della base aerea.

Il 1 luglio 1958 lo stormo di Büchel fu ribattezzato Jagdbombergeschwader 33. Nel dicembre dello stesso anno la base fu ufficialmente subordinata alla NATO. Nel 1961 furono costruiti gli alloggi delle truppe a Cochem-Brauheck. Nel 1962 fu fondato il laboratorio di addestramento civile presso la base aerea di Büchel. I primi caccia intercettori F-104 Starfighter arrivarono a Büchel il 28 agosto 1962. Il passaggio all'attuale Panavia Tornado ebbe luogo nel 1985, anno in cui, il 30 maggio, munito di livrea speciale, si verificò l'ultimo volo ufficiale dello Starfighter a Büchel. Questo velivolo è ancora oggi fermo davanti al cancello principale della base aerea.
La sera del 16 gennaio 2014 un Tornado (44+02) tedesco del 33° stormo si schiantò durante un'esercitazione notturna durante la fase d'atterraggio vicino a Laubach vicino all'incrocio con l'autostrada 48. Sia il pilota che il navigatore si eiettarono con successo riportando lievi ferite.
Per proteggersi dai manifestanti contro le armi nucleari e da altri visitatori indesiderati, dal 2019 la base aerea è dotata di un sistema di recinzione completamente nuovo. Includendo il percorso della posta, la recinzione aggiuntiva temporanea e numerosi nuovi sensori e telecamere, si stima che ogni chilometro di modifica costò più di un milione di euro.
La Luftwaffe prevede di stazionare tutti gli F-35A con capacità di trasporto di armi nucleari che saranno acquistati presso la base aerea di Büchel dopo un completo rinnovamento pianificato della pista. Pertanto, da giugno 2022, un totale di 25 Tornado della Bundeswehr vennero trasferiti da Büchel alla base aerea di Nörvenich, temporaneamente limitata al 2026. I lavori di costruzione previsti dovrebbero essere completati nel febbraio 2026. Ulteriori lavori di costruzione proseguiranno almeno fino al 2028. Tuttavia, ciò non dovrebbe limitare ulteriormente le operazioni di volo. Complessivamente l'ammodernamento della base aerea di Büchel e l'implementazione dei nuovi F-35A costeranno circa 1,1 miliardi di euro.